# Zedroß
Zedroß je naselje v Občini Krka v Okraju Šentvid ob Glini na Koroškem v Avstriji.